# Masikot
Masikot je svinčev mineral s kemijsko formulo PbO, ki nastaja s preperevanjem drugih svinčevih mineralov. Kristalizira v ortorombskem kristalnem sistemu in je dimorf tetragonalnega litargita. Masikot prehaja v litargit, in obratno, s kontroliranim segrevanjem in ohlajanjem. V naravi je zelo redek, sicer pa nastaja med industrijskim pridobivanjem in predelavo svinca in svinčevih oksidov.
Masikot (massicot) je francosko ime svinčevega oksida. Razvilo se je iz španskega izraza mazacote, ta pa iz staroarabskega masḥaqūniyā in sirskega mšaḥ to qūnyā, ki v dobesednem prevodu pomenita »mazilo kavstične sode«.
Mineral in njegovo ortorombsko kristalno strukturo so prvič opisali leta 1841 na lokaciji  Stolberg, Aachen, Severno Porenje - estfalija, Nemčija, čeprav so ga pod tem imenom  poznali že od poznega srednjega veka. Nekaj dokazov kaže, da so ga uporabljali že antični Rimljani, ki so poznali tri svinčeve okside: minij , litargit in masikot.